# Volánbusz
Volánbusz ([ˈvolaːnbus]) est une compagnie hongroise publique de transport en autocar. Volánbusz exploite des lignes municipales (100 villes), régionales, nationales et européennes (17 pays). La société dispose d'une flotte de 1067 autocars.

## Histoire
Volánbusz est créée en 1927 sous le nom de MAVART. La société dispose alors de 30 autocars.
Dans les années 2000, Volánbusz renforce sa flotte d'autobus auprès de l'entreprise chinoise King Long (modèles XMQ 6121G et XMQ 6127). De nombreuses plaintes de voyageurs s'érigent contre la qualité des autobus King Long.
László Mészáros devient CEO de la société en mars 2011, puis démissionne en avril 2012 en apportant le prétexte que le phénomène de transformation des transports en commun ne l'intéressait plus. En 2013, Volánbusz reprend l'exploitation de 9 lignes de bus à BKK. En juillet 2014, Volánbusz signe un partenariat stratégique avec la société de transport maritime Mahart PassNave Kft. Volánbusz procède alors à une concentration de ses activités, ayant déjà mergé 24 sociétés de transport en autocar au sein de 7 structures régionales.
En septembre 2015, la presse questionne le niveau d'études du nouveau CEO de l'entreprise, Antal Fekete, ne parvenant pas à retrouver sa trace dans les archives de l'Éducation nationale, et ne recevant pas de réponse précise de la part de la direction du groupe, qui se défend de ne pas être légalement tenue de publier son CV détaillé.
En 2016, alors que sa filiale T&J Busz Projekt Kft est reprise par une société asiatique, Volánbusz ne renouvelle pas ses contrats d'approvisionnement avec ses fournisseurs chinois. En juillet 2018, Volánbusz annule une commande de 180 bus articulés à l'entreprise Ikarus Egyedi après un retard de livraison de 90 jours. Ikarus Egyedi avait remporté ce contrat début 2017.
En septembre 2018, la société réunit ses 6 centres de transport régionaux au sein du groupe Volánbusz. Volánbusz devient le 3e employeur du pays avec 19 000 employés. Dès octobre 2019, toutes les lignes de bus du pays passent sous la bannière Volánbusz. En 2019, Volánbusz reçoit une livraison de 115 nouveaux bus dont 80% manufacturés en Hongrie pour un montant total de 30 millions d'euros,.
Dans les années 2010, face à la concurrence internationale et des sociétés privées, Volánbusz a de plus en plus de mal à recruter,. En 2016, des grèves syndicales sont organisées par les chauffeurs pour demander des augmentations de salaire. Durant l'été 2019, Volánbusz transforme un bus Mercedes-Benz Citaro en simulateur de conduite pour effectuer des recutements dans les festivals.

## Réseau
À l'échelle du pays, elle prend en partie en charge les liaisons entre les localités de l'ouest de la Hongrie et Budapest.
À l'échelle de l'aire urbaine budapestoise et du comitat de Pest, elle assure la desserte fine du territoire ainsi que le transport urbain de huit localités, tels Gödöllő, Vác ou Érd.
La compagnie Volánbusz est par ailleurs membre de l'alliance européenne Eurolines et se voit à ce titre confiée les liaisons entre la Hongrie et quatorze pays européens.

## Galerie

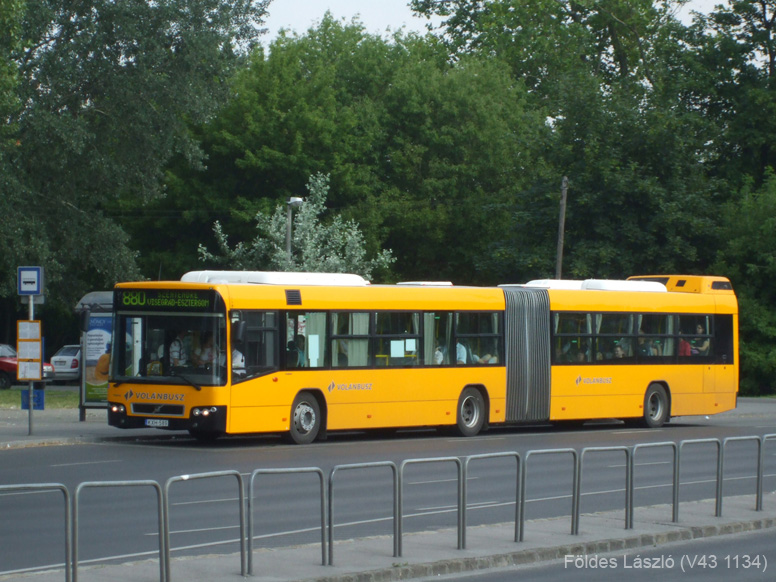
Ligne 880, Volvo 7700 (en 2008).
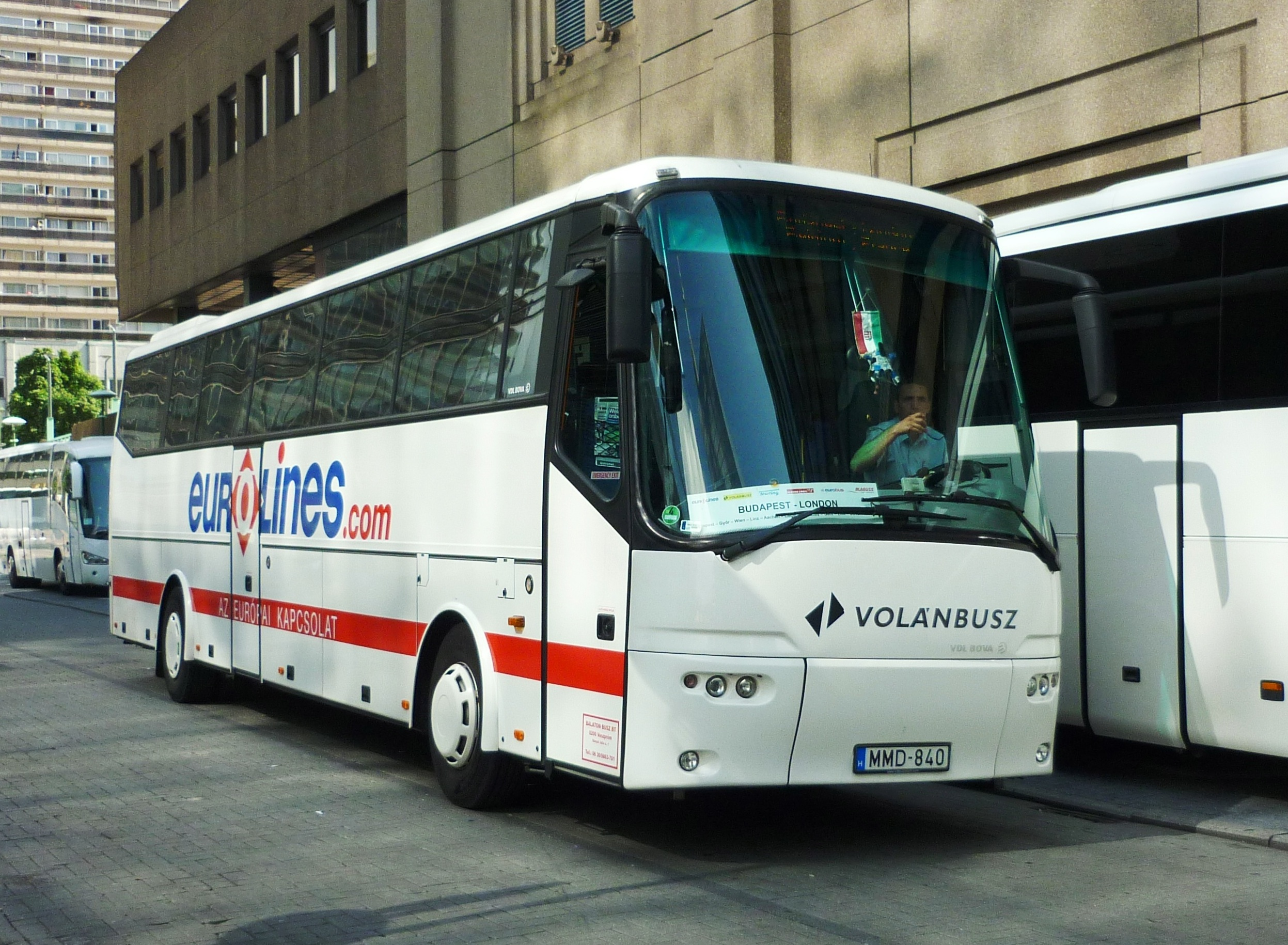
Bus Eurolines exploité par Volánbusz (en 2015).
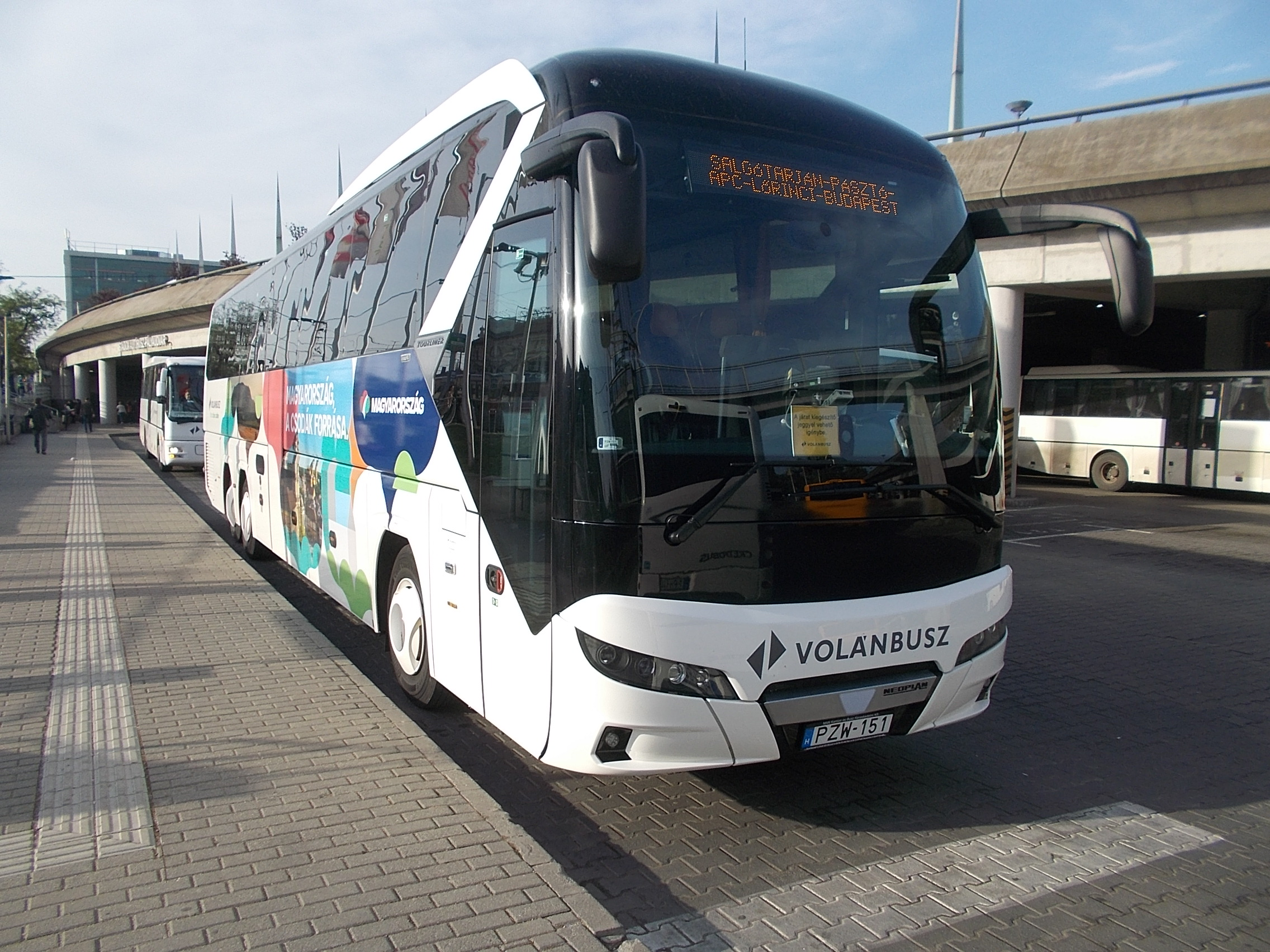
Ligne 1021 exploitée par Volanbusz (en 2019).
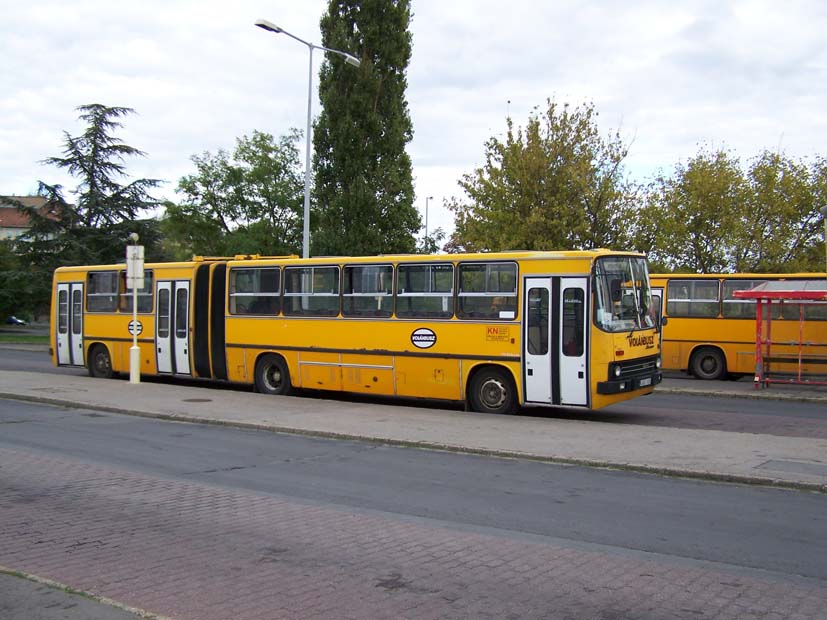
Ikarus 280 (en 2007).
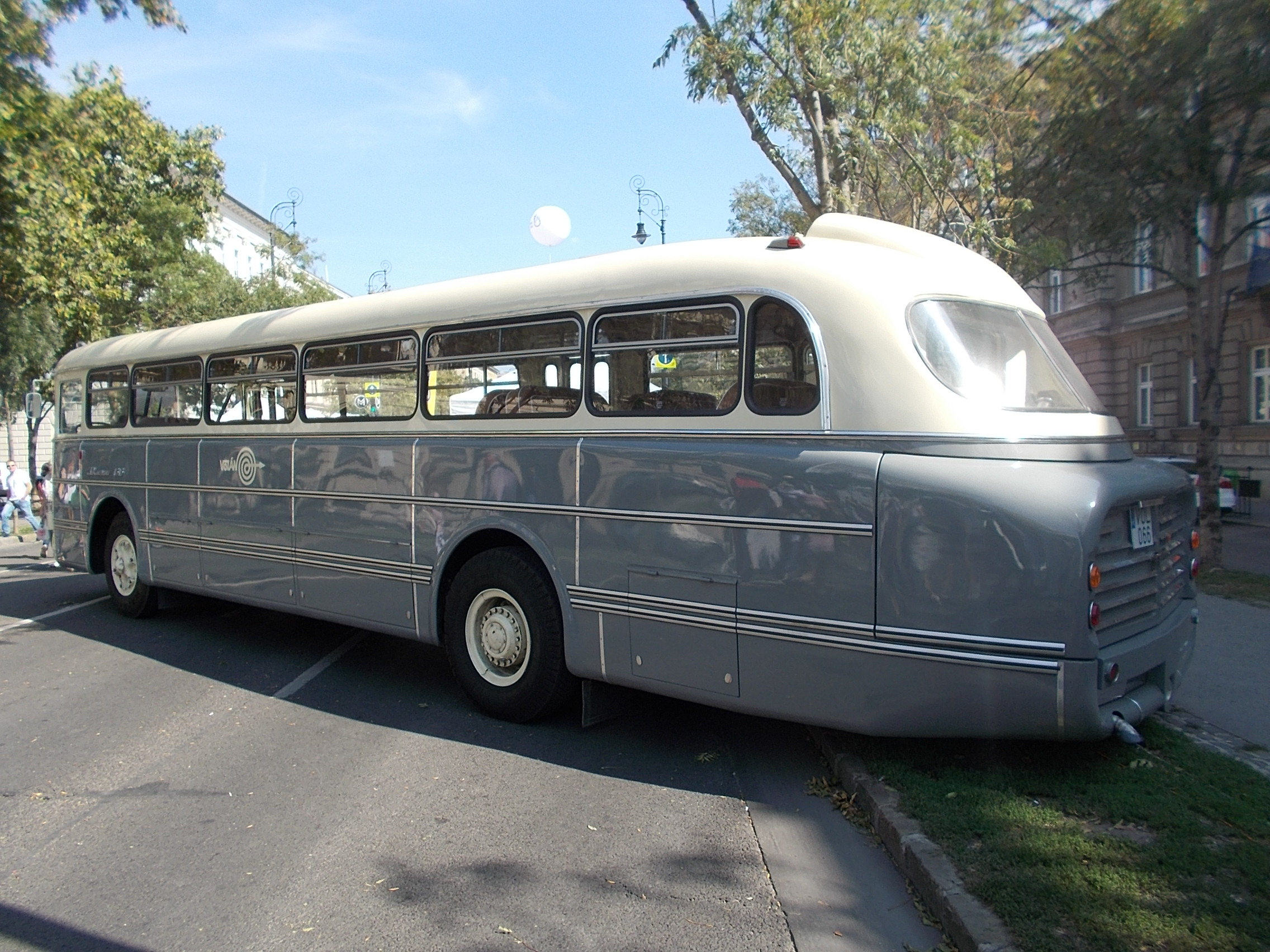
Volánbusz Ikarus 66 nostalgia-bus, construit en 1972 (en 2018).
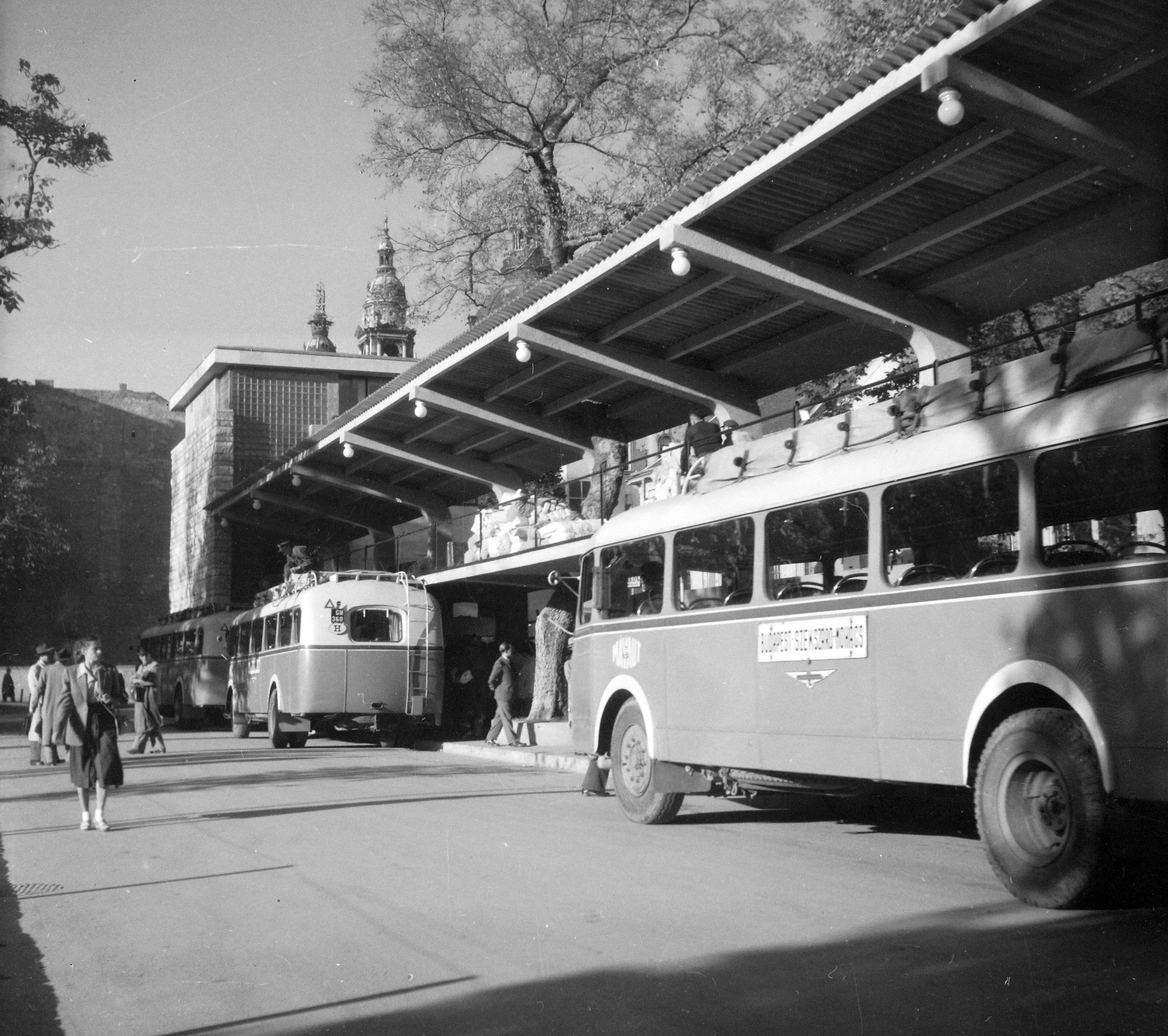
Station de bus MAVART (en 1949).

## Accidents
En septembre 2011, un bus Volánbusz entre en collision avec un camion entre Debrecen et Mikepércs. 9 personnes sont blessées.